# Babérlevelű szuhar

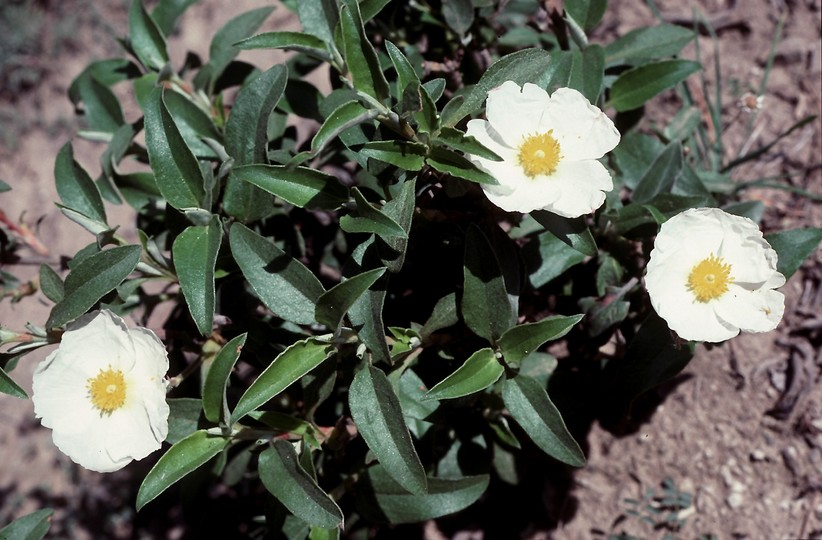
Virágai

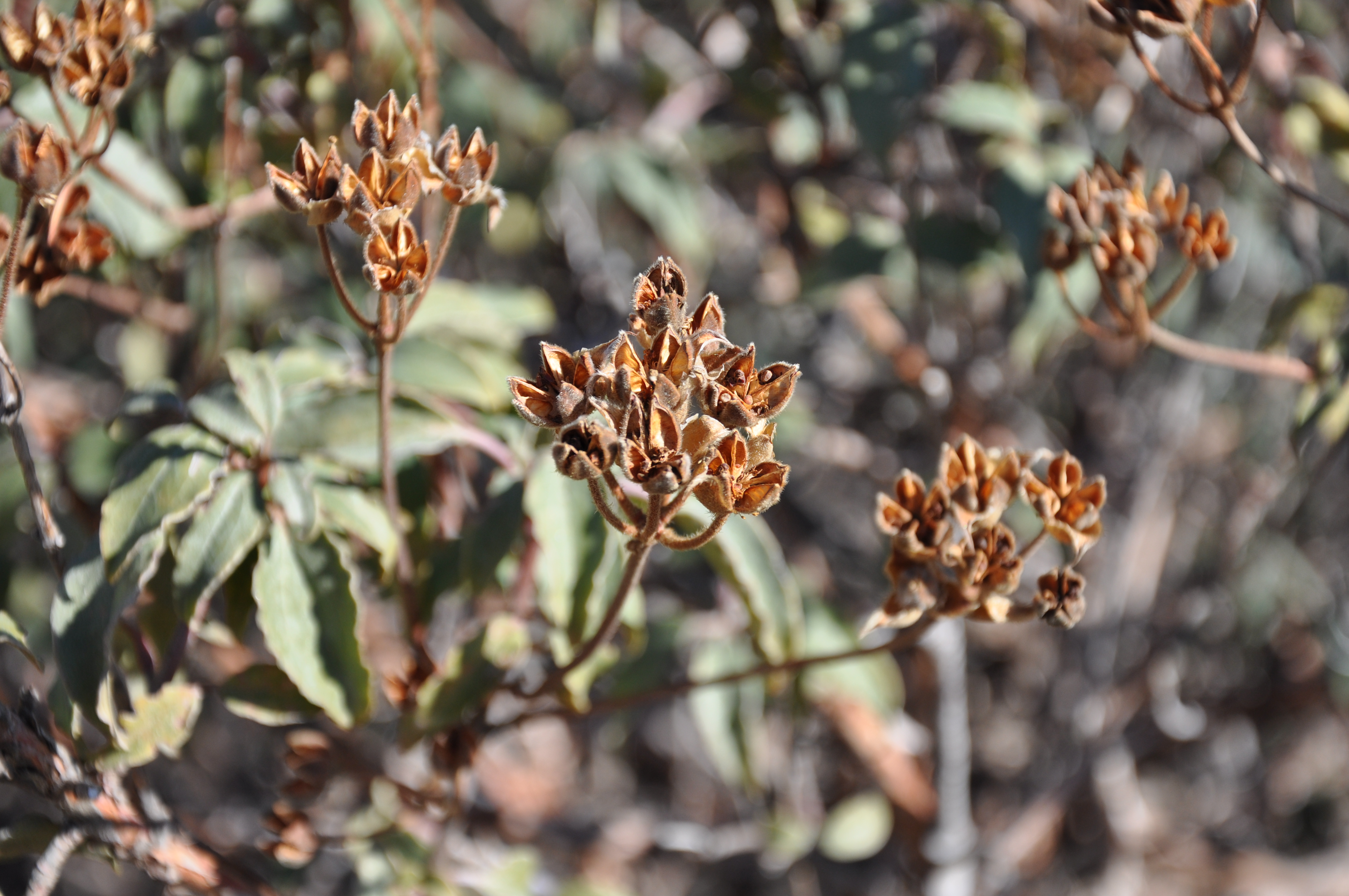
Felnyílt termései

A babérlevelű szuhar (Cistus laurifolius) a szuharfélék (Cistaceae) családjában a névadó szuhar (Cistus) nemzetség egyik faja.

## Származása, elterjedése
A Mediterráneumban honos; más tájakon kerti dísznövény.

## Megjelenése, felépítése
Eredeti termőhelyén egy–két méter, Magyarországon 60–80 cm magasra növő, felálló ágú bokor. Idős korában törzse megvastagszik, vörösbarna kérge hámlik. Hajtásai és levelei szőrösek, kissé ragadósak (balzsamosak).
Szürkén viaszos sötétzöld, vékony, tojásdad, 6–8 cm hosszú levelei keresztben átellenesen állnak.
7 cm átmérőjű, öttagú, sugaras szimmetriájúak virágai 4–8-asával végálló bugákban nyílnak tömegesen. Pártájuk fehér, ritkábban sárga, porzóik sárgák.

## Életmódja, termőhelye
Nap- és melegigényes. Az egyetlen olyan, természetes szuharfaj, amely nem túl nedves talajon Magyarországon is télálló. Ahhoz viszont, hogy termései jól beérjenek, termőhelye túl száraz sem lehet. A semleges vagy enyhén savanyú talajokat kedveli.
Júniusban virágzik. Egy-egy virág gyorsan (hajnaltól délig) elnyílik, de az utánpótlás folyamatos: mindig újak és újabbak bontanak szirmot.
Egyes területeken (például Parque Regional de la Cuenca Alta del Manzanares) a balzsamos szuharral (Cistus ladanifer) hibridizál.

## Hibridei
- Cistus × argenteus
- Cistus × bornetianus
- Cistus × cyprius
- Cistus × dubius
- Cistus × hetieri
- Cistus × ledon
- Cistus × oblongifolius
- Cistus × pagei
- Cistus × sammonsii[1]